# Djimara
 (avril 2013).
Si vous disposez d'ouvrages ou d'articles de référence ou si vous connaissez des sites web de qualité traitant du thème abordé ici, merci de compléter l'article en donnant les références utiles à sa vérifiabilité et en les liant à la section « Notes et références ».
Le Djimara (ou Djimaraï-Kokh) est un sommet situé dans le district de Kazbegui, en Géorgie. La montagne est située dans la chaîne de Kokhi, à 9 km à l'ouest du mont Kazbek. Le mont s'élève à 4 780 mètres d'altitude.

## Géographie

### Situation
Le mont Djimara s'élève à 4 780 mètres d'altitude, à 9 kilomètres à l'ouest du mont Kazbek, dans la partie centrale du Grand Caucase. Administrativement, il se trouve sur la frontière entre la Géorgie et la Russie et plus précisément à cheval sur la république autonome d'Ossétie du Nord-Alanie. Au sud, du côté géorgien, le sommet est bordé par la vallée de Trouso, qui contient les villages de Mtavaranguelosi, Ketrissi, Gousalta, Abana et la commune homonyme de Djimara, tandis qu'au nord, du côté russe, ce sont les villes de Cacadour, Lamardon et Dargavs qui entourent l'entourent. La montagne est le quatrième sommet de la Géorgie et le huitième du Caucase.